# Хахук Артур Азметович
Хахук Артур Азметович (род. 08.02.1984) — российский дзюдоист, чемпион Всемирных игр полицейских и пожарных, чемпион Мира среди ветеранов. Мастер спорта России международного класса. Выступал в лёгкой (до 73 кг) весовой категории. Завершил спортивную карьеру.

## Спортивные достижения

### Звания
Мастер спорта России международного класса по дзюдо (№ 41-нг от 04.04.2011 г.).
Мастер спорта России по самбо.

### Чемпионаты
- Первенство России по самбо (1999) — 1 место.
- Юношеские игры России по самбо (1999) — 2 место.
- Первенство России по дзюдо (2000) — 2 место.
- Первенство Европы по дзюдо среди юношей (2000) — 2 место г. Оради (Румыния).
- Чемпионат России по дзюдо среди студентов (2004) — 3 место г. Санкт-Петербург.
- Командный чемпионат России по самбо (2008) — 1 место г. Москва (Россия).
- Международный турнир по дзюдо памяти Владимира Гулидова (2008) — 1 место г. Красноярск (Россия).
- Чемпионат Европы по дзюдо среди полицейских — 3 место г. Париж (Франция).
- Кубок Европы по дзюдо (2012) — 5 место г. Стамбул (Турция).
- Кубок Европы по дзюдо (2018) — 5 место г. Сараево (Босния и Герцеговина).